# 奈良警察署
奈良警察署（ならけいさつしょ）は、奈良県警察が管轄する警察署の一つである。
筆頭警察署で、署長は警視正である（県警では奈良西、生駒、西和、橿原の各警察署も警視正となっている）。
管轄人口は2024年（令和6年）4月時点で17万人、奈良市の人口の約半数を占める。

## 所在地
- 〒630-8533 奈良市大森町57番地12
  - 奈良県道754号沿い。
  - JR奈良駅東口から徒歩6分。

## 管轄区域
- 奈良市の東部及び中央部 （奈良西署及び天理署の管轄区域を除く）。

## 沿革

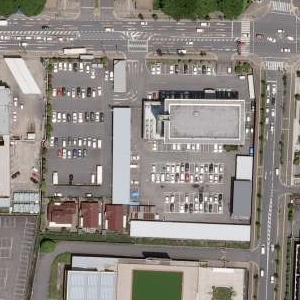
1969年から2014年まで三条大路一丁目にあった奈良警察署。。

- 1954年（昭和29年）7月1日 - 奈良県警察発足により奈良県奈良警察署となる。
- 1969年（昭和44年）12月11日 - 奈良市百万ヶ辻町から奈良市北新町（現・三条大路一丁目）へ移転。
- 1984年（昭和59年）11月1日 - 西大寺地域と奈良市西部地区を新設の奈良西警察署へ移管。
- 2014年（平成26年）3月17日 - 三条大路一丁目からJR西日本奈良駅付近の大森町に移転[1]。
- 2024年（令和6年）3月28日 - 西大寺地域が本警察署管轄に移管[2][3]。

## 組織
- 警務課
  - 警務係
  - 県民サービス係
- 留置管理課
  - 留置管理第一係
  - 留置管理第二係
- 会計課
  - 会計係
- 生活安全課
  - 生活安全総務係
  - 人身安全対策係
  - 生活安全捜査係
- 地域総務課
  - 地域企画係
  - 地域捜査係
- 地域第一課
  - 指導第一係
  - 自動車警ら第一班
- 地域第二課
  - 指導第ニ係
  - 自動車警ら第ニ班
- 地域第三課
  - 指導第三係
  - 自動車警ら第三班
- 刑事第一課
  - 総務係
  - 強行犯第一係
  - 強行犯第二係
  - 盗犯第一係
  - 盗犯第二係
  - 鑑識係
- 刑事第二課
  - 総務係
  - 知能犯係
  - 組織犯第一係
  - 組織犯第二係
  - 組織犯第三係
  - 組織犯第四係
- 交通第一課
  - 交通企画係
  - 交通規制係
- 交通第二課
  - 指導取締第一係
  - 指導取締第二係
  - 交通捜査第一係
  - 交通捜査第二係
  - 交通捜査第三係
- 警備課
  - 警備第一係
  - 警備第二係
  - 警備第三係
  - 警備第四係

## 交番
（ ）の中は所在地
- 近鉄奈良駅前交番（奈良市西御門町18番地の1）
- 奈良駅前交番（奈良市大宮町1丁目1番70号）
- 新大宮駅前交番（奈良市芝辻町4丁目15番地の2）
- ならまち交番（奈良市井上町13番地の7）
- 高畑交番（奈良市紀寺町826番地）
- 川上交番（奈良市川上町438番地）
- 神殿交番（奈良市神殿町630番地の5）
- 近鉄高の原駅前交番（奈良市右京1丁目1番地）

（※管轄は奈良市佐保台・佐保台西町・左京・朱雀・右京・神功の全域と奈良阪町、歌姫町の各一部）
- 西大寺交番（奈良市西大寺国見町1番25号。2024年3月28日、奈良西警察署より本警察署への管轄に変更した）
- 尼辻交番（奈良市四条大路5丁目5番11号。2023年4月1日、佐紀駐在所を統廃合）
- 西の京交番（奈良市六条3丁目1番1号）

- 大安寺交番（奈良市八条四丁目638番地の1）

## 駐在所
（ ）の中は所在地
- 古市南駐在所（奈良市古市町86番地の2）
- 帯解駐在所（奈良市柴屋町4番地の1）
- 田原駐在所（奈良市横田町374番地）
- 興東駐在所（奈良市須川町800番地）
- 柳生駐在所（奈良市柳生町88番地の1）
- 月ヶ瀬駐在所（奈良市月ヶ瀬尾山2764番地の1）